# Teiu (okręg Hunedaora)
Teiu – wieś w Rumunii, w okręgu Hunedoara, w gminie Lăpugiu de Jos. W 2011 roku liczyła 211 mieszkańców.